# Stadio Belvédère
Lo stadio Belvédère (in francese Stade Belvédère), noto anche come stadio del FUS (in francese Stade du FUS, in arabo ملعب الفتح‎?), è uno stadio di calcio situato nel cuore della città di Rabat, in Marocco. Ospita le partite casalinghe del FUS Rabat e della nazionale marocchina di calcio femminile.

## Descrizione e storia
Costruito nel 1923 durante il periodo del protettorato francese sul Marocco, è stato rinnovato nel 1973 e ha ospitato molte partite della nazionale marocchina, oltre che alcune amichevoli di squadre europee come il Real Madrid. Ha una capienza di 15 000 posti, di cui 20 per la stampa e 200 nel settore VIP. Non ha pista d'atletica.